# Adam Faith

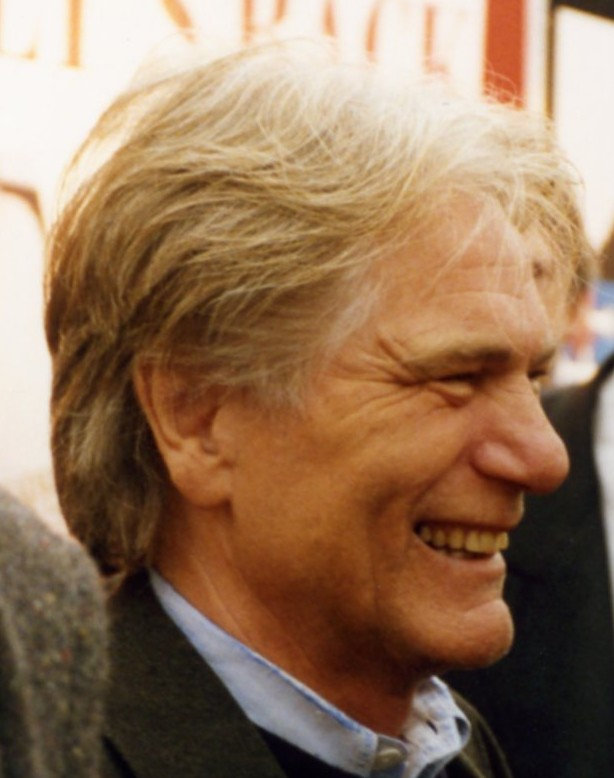
Adam Faith

Adam Faith, eigentlich Terence Nelhams, (* 23. Juni 1940 in Acton, London; † 8. März 2003 in Stoke-on-Trent, England) war ein britischer Popsänger, Schauspieler und Produzent.

## Leben und Wirken
Im Jahr 1956 war Adam Faith Mitbegründer der Skifflegruppe The Worried Men. Im Januar 1958 erschien seine erste Single (Got A) Heartsick Feeling. Weitere Singles folgten, die jedoch nicht in die Verkaufs-Charts gelangten. Faith bildete einen der zahlreichen Versuche der britischen Schallplattenindustrie, einen Sänger aufzubauen, der Elvis Presley ähnelte und zugleich übertraf. Tatsächlich erinnerte Faiths Gesangsstil mit seinen „Schluckaufkicksern“ an Buddy Holly, der bereits von Marty Wilde, John Leyton, Mike Berry und Eden Kane nachgeahmt wurde. 1959 gelangen Faith erst Chart-Notierungen, er wurde mit zwei Singles Spitzenreiter.
1964 entdeckte er die Nachwuchssängerin Sandie Shaw, die er seiner Managerin empfahl. Nach 1966 zog er sich aus dem aktiven Musikgeschäft zurück. Schon Anfang der 1960er Jahre hatte er als Schauspieler gearbeitet. 1967 spielte er Theater, 1971 übernahm er die Hauptrolle in der Fernsehserie Budgie. 1972 entdeckte er den Sänger und Songschreiber Leo Sayer und wurde sein Manager. Im April 1973 produzierte er Roger Daltreys erstes Soloalbum, das etliche Kompositionen Sayers enthielt.
Im Jahr 1974 drehte Faith mit David Essex den Film Stardust, in dem er einen Starmanager verkörperte. 1976 ging er wieder ans Theater und produzierte 1978 Lonnie Donegans Langspielplatte Puttin' On The Style, mit der dieser ein Comeback versuchte. 1979 spielte Adam Faith in dem Film Yesterday's Hero einen Fußballmanager, und 1980 war er neben Roger Daltrey in dem Film McVicar zu sehen, der auf der wahren Geschichte des „Ausbrecherkönigs“ John McVicar beruhte. In dem Filmdrama Jeanies Clique (1980) spielte er an der Seite von Jodie Foster.
Ein Comeback gelang ihm 1992 dank der Fernsehserie Love hurts, in der er in der männlichen Hauptrolle neben Zoë Wanamaker auftrat.
Von 1991 an war Adam Faith außerdem als Finanzberater tätig und schrieb Kolumnen mit Tipps für Geldanleger in der Zeitung The Mail On Sunday.
Love hurts wurde 1994 trotz guter Einschaltquoten abgesetzt. Spätere TV-Projekte Faiths hatten keinen Erfolg, sein Fernsehkanal für Geldanleger ging pleite.
Seit den 1980er Jahren war Adam Faith herzkrank. Er starb infolge eines Herzinfarkts nach einem Konzert.

## Diskografie

### UK-Alben
| Jahr | Titel              | Höchstplatzierung, Gesamtwochen, AuszeichnungChartsChartplatzierungen (Jahr, Titel, Platzierungen, Wochen, Auszeichnungen, Anmerkungen) | Anmerkungen |
| Jahr | Titel              | UK | Anmerkungen |
| ---- | ------------------ | --- | ----------- |
| 1960 | Adam               | UK6 (36 Wo.)UK |             |
| 1961 | Beat Girl O.S.T.   | UK11 (3 Wo.)UK |             |
| 1962 | Adam Faith         | UK20 (1 Wo.)UK |             |
| 1965 | Faith Alive        | UK19 (1 Wo.)UK |             |
| 1993 | Midnight Postcards | UK43 (2 Wo.)UK |             |

Weitere Alben
- 1963: From Adam with Love
- 1963: For You – Love Adam
- 1964: On the Move
- 1965: It’s Alright
- 1974: I Survive

### US-Alben
- England’s Top Singer
- Adam Faith

### Kompilationen
| Jahr | Titel            | Höchstplatzierung, Gesamtwochen, AuszeichnungChartsChartplatzierungen (Jahr, Titel, Platzierungen, Wochen, Auszeichnungen, Anmerkungen) | Anmerkungen |
| Jahr | Titel            | UK | Anmerkungen |
| ---- | ---------------- | --- | ----------- |
| 1981 | 24 Golden Greats | UK61 (3 Wo.)UK |             |
| 2011 | Hits             | UK47 (2 Wo.)UK |             |

Weitere Kompilationen
- 1966: The Best of Adam Faith
- 1971: The Best of Adam Faith
- 1983: Not Just A Memory
- 1990: The Singles Collection (Greatest Hits)
- 1994: The Best of EMI Years
- 1997: The Very Best of Adam Faith
- 1998: Greatest Hits
- 2005: The Very Best of Adam Faith
- 2009: All The Hits

### EPs
- 1960: Adam’s Hit Parade
- 1961: Adam Faith

## Singles
| Jahr | Titel Album                                          | Höchstplatzierung, Gesamtwochen, AuszeichnungChartplatzierungen (Jahr, Titel, Album, Platzierungen, Wochen, Auszeichnungen, Anmerkungen) | Höchstplatzierung, Gesamtwochen, AuszeichnungChartplatzierungen (Jahr, Titel, Album, Platzierungen, Wochen, Auszeichnungen, Anmerkungen) | Anmerkungen |
| Jahr | Titel Album                                          | UK | US | Anmerkungen |
| ---- | ---------------------------------------------------- | --- | --- | ----------- |
| 1959 | What Do You Want? –                                  | UK1 (19 Wo.)UK | — |             |
| 1960 | Poor Me –                                            | UK1 (18 Wo.)UK | — |             |
| 1960 | Someone Else’s Baby –                                | UK1 (13 Wo.)UK | — |             |
| 1960 | When Johnny Comes Marching Home/Made You –           | UK5 (13 Wo.)UK | — |             |
| 1960 | How About That –                                     | UK4 (14 Wo.)UK | — |             |
| 1960 | Lonely Pup (In a Christmas Shop) –                   | UK4 (11 Wo.)UK | — |             |
| 1961 | Who Am I/This Is it! –                               | UK5 (14 Wo.)UK | — |             |
| 1961 | Easy Going Me –                                      | UK12 (10 Wo.)UK | — |             |
| 1961 | Don’t You Know It? –                                 | UK12 (10 Wo.)UK | — |             |
| 1961 | The Time Has Come –                                  | UK4 (14 Wo.)UK | — |             |
| 1962 | Lonesome –                                           | UK12 (9 Wo.)UK | — |             |
| 1962 | As You Like It –                                     | UK5 (15 Wo.)UK | — |             |
| 1962 | Don’t That Beat All –                                | UK8 (11 Wo.)UK | — |             |
| 1962 | Baby Take A Bow –                                    | UK22 (6 Wo.)UK | — |             |
| 1963 | What Now Adam Faith                                  | UK31 (5 Wo.)UK | — |             |
| 1963 | The First Time It’s Alright                          | UK5 (13 Wo.)UK | — |             |
| 1963 | Walkin’ Tall –                                       | UK23 (6 Wo.)UK | — |             |
| 1963 | We Are In Love It’s Alright                          | UK11 (12 Wo.)UK | — |             |
| 1964 | If He Tells You It’s Alright                         | UK25 (9 Wo.)UK | — |             |
| 1964 | I Love Being In Love With You It’s Alright           | UK33 (6 Wo.)UK | — |             |
| 1964 | A Message to Martha (Kentucky Bluebird) It’s Alright | UK12 (11 Wo.)UK | — |             |
| 1965 | Stop Feeling Sorry For Yourself It’s Alright         | UK23 (6 Wo.)UK | — |             |
| 1965 | Someone’s Taken Maria Away –                         | UK34 (5 Wo.)UK | — |             |
| 1965 | It’s Alright                                         | — | US31 (8 Wo.)US |             |
| 1965 | Talk About Love Faith Alive                          | — | US97 (2 Wo.)US |             |
| 1966 | Cheryl’s Going Home –                                | UK46 (2 Wo.)UK | — |             |

Weitere Singles
- 1958: (Got A) Heartsick Feeling
- 1958: Country Music Holiday
- 1959: Ah, Poor Little Baby!
- 1964: Only One Such As You
- 1965: Hand Me Down Things
- 1965: I Don’t Need That Kind Of Lovin’
- 1966: Idle Gossip
- 1966: To Make A Big Man Cry
- 1967: What More Can Anyone Do
- 1967: Cowman, Milk Your Cow
- 1967: To Hell With Love
- 1968: You Make My Life Worth While
- 1974: I Survived
- 1974: Maybe
- 1975: Strung Out Again
- 1993: Stuck in the Middle with You